# Pujnîkî, Tlumaci
Pujnîkî (în ucraineană Пужники) este o comună în raionul Tlumaci, regiunea Ivano-Frankivsk, Ucraina, formată numai din satul de reședință.

## Demografie
Componența lingvistică a comunei Pujnîkî
     Ucraineană (100%)
Conform recensământului din 2001, toată populația comunei Pujnîkî era vorbitoare de ucraineană (100%).